# チワワ
チワワ（スペイン語: ChihuahuaまたはChihuahueño）は、世界的に公認された犬の中でも最も小さな犬種。メキシコのチワワ地域が原産地。

## 歴史
チワワは、北アメリカにおいては最も古い犬種であり、テチチ (Techichi) として知られるアステカ文明の王族の時代から飼われ儀式の生贄とされていた、現状よりすこし大きい犬種の直系の子孫であると考えられている。人墓から一緒に埋葬されたテチチの骨も発掘されている。アステカ族の建造物の壁面にもテチチが描かれておりテチチの存在を大いに証明してくれた。
19世紀半ばからアメリカで品種改良が進められ（この時期、ロングコートが改良生産された）、アメリカンケネルクラブに登録されたのは1904年である。

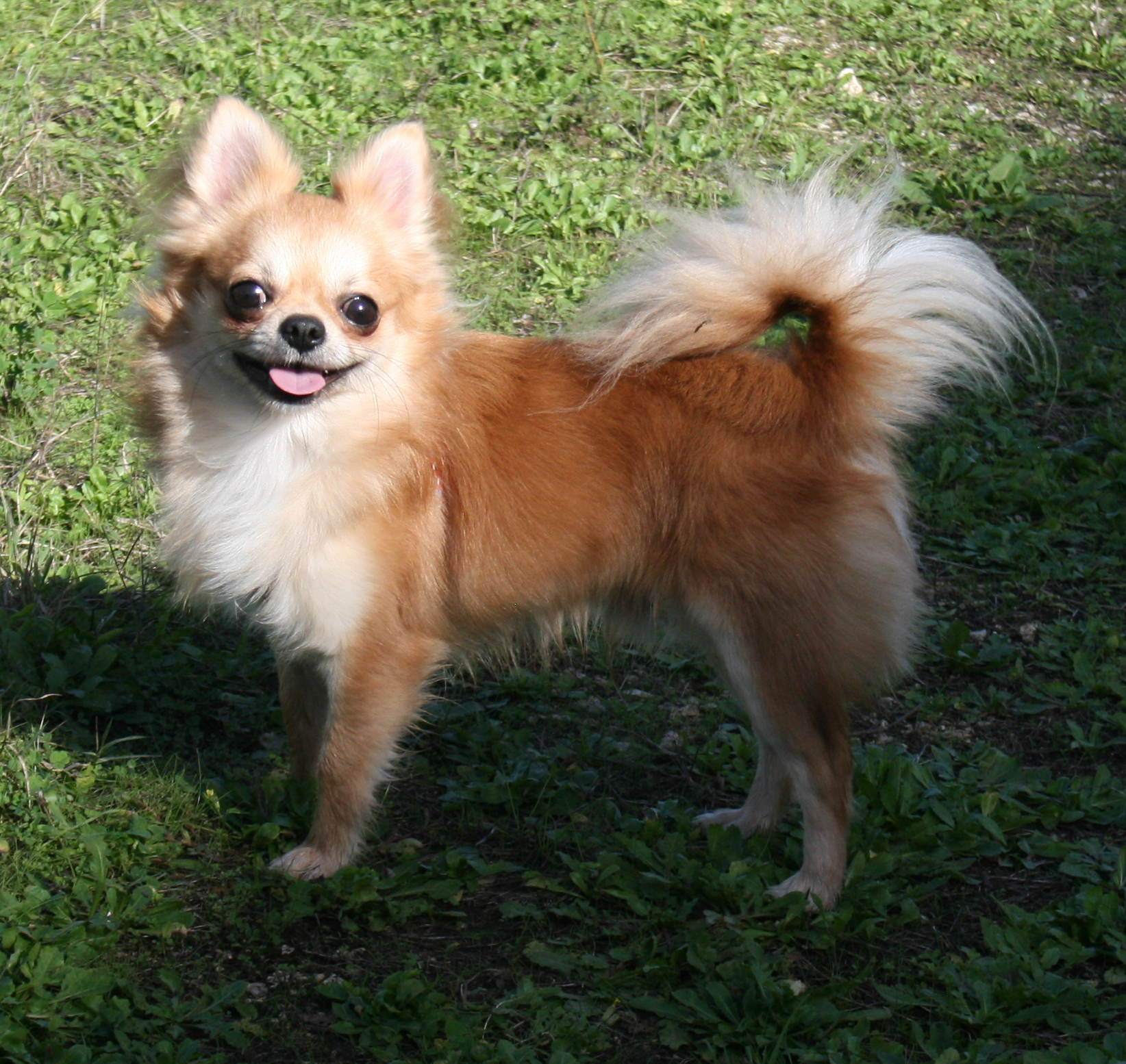
ロングコートチワワ

日本では1970年代より飼育されるようになり、小型犬ゆえの飼育のしやすさから、2006年のジャパンケネルクラブの登録頭数は約8万6千頭とダックスフントに次ぐ2位という人気になっている。
アメリカでは1998年にタコベルのCMに登場するタレント犬ギジェットが話題を呼び、チワワは全米で人気の高い犬種の一つとなったが、ブームの沈静化とともに野良チワワが社会問題となった。2002年にはDJ BOBOの「Chihuahua（邦題：チワワ de こんチワワ）」がスペインでCMソングとして使われ、その後ヨーロッパ全土で大ヒットした。日本では3Dアニメ「ちわわわーるど」タイアップ曲「チ・ワ・ワ ～愛のPOWER～」としてカバーされた。

## 外見
身体の大きさは概して小さいが、均一ではない。毛色も多種多様である。多くの国のケネルクラブでは「体重6ポンド（約2.7キログラム）以上はショードッグとして失格」としか規定されていない（JKCにおいては実情に鑑みて「2.8キログラム以下」であった数値が「3キログラム以下」に変更された）。近年の小型化ブームにより、（特に日本では）飼い主側に小型の個体を求め、賛美賞賛する傾向が強くなりつつあり、供給側もそれに応えてどんどん小型化しているという犬種の健全化という観点からは大変危険な実情がある。
鼻吻はやや詰まっており、大きな瞳は毛色と同様に黒や茶褐色などの様々な色が認められる。体温調節を担う耳は頭部に対して大きく、僅かに外側へ反ったたち耳。短毛種のスムースコートにパピヨンやポメラニアンを交配して作られた長毛種のロングコートがある。また、チワワならではの特徴としてはアップルドームと呼ばれる額が挙げられる。その名の通り、リンゴのような丸みを帯びた形に由来するものである。

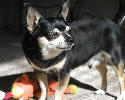
身体の大きさと色は様々である。これはブラックをベースにタンが入ったスムースコートのチワワ。

## 特性・飼育上の注意
チワワは、献身性と個性を持っており、それが重んじられる。機敏で知性がありかつ独立心もある。日本の小さな家や部屋で飼うには適した犬種。長寿傾向にあり15年かそれ以上の長いつきあいを可能にしている。アップルドームと呼ばれる額の外見的特徴があるため水頭症に注意することなど、体格が小さく身体的に脆弱な為、細心の注意をする必要がある。
幼少時に甘やかし社会性涵養を怠ると気に入らぬ事があればすぐに唸って噛み付くような社会適応力の無い犬になる。前述の通りチワワは体が小さい恒温動物なので、寒さに弱い（ベルクマンの法則も参照の事）。食事に関しては、偏食の傾向が多く見られる。
多くのチワワは彼らの愛情を1人の人間に集中させる傾向があり、誰にでも愛想良く振る舞う性質でない事が多い。人見知り、および気性が荒いため、主人以外の人間には、吠え癖の暴走が止まらず、直すように克服を試みても、なかなか言う事を聞かない性格が多い。反面主人の他の人との人間関係や他の犬を可愛がる事にやきもちを妬くケースも見受けられる。
また大部分のチワワは非常に大胆で無謀な面がある。超小型犬という体格ながら、より大きな動物（大型犬など）にも臆せずに対峙する。またその小ささから猛禽類（鷹、鳶、フクロウなど）などの狩猟好きな動物やカラスに、獲物の小動物（リスやウサギなど）と混同されてしまうことがある。チワワの、特に仔犬を管理なしで屋外に放すことは極めて危険である。時たま、屋外にいたチワワが、カモメなどの鳥に獲物として襲われ、連れ去られる事件が報じられることがある。

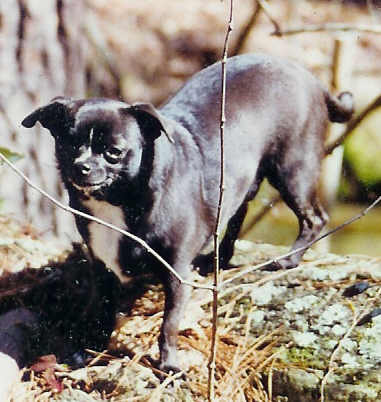
多くのチワワは野外探検を楽しむ。

チワワは同種に対する忠誠心を持っているため、他の犬種以上にチワワどうしの親交を好む可能性が高い。基本的に住宅用ペットであるという評判にかかわらず、チワワは非常に好奇心が強く、屋外（例えば公園やハイキングコース）の光景と臭いを調査して楽しむことが多い。豊富な運動量が必要な犬ではないものの、他の犬種同様に毎日の適宜な散歩は必須である。

## 健康
チワワは、分娩、デンタルケアの分野で、獣医師のアドバイスを必要とする。神経病学的に劣性の遺伝子を持つもの、例えば発作疾患や膝蓋骨脱臼の傾向がある。また、眼の感染症に敏感で弱いことが知られている。
先天性の泉門開存や関節異常などの骨格異常も多く見られる。交配に際し、大きさやカラーなどの見た目にわかる希少価値（高額取引対象）が優先され、健康面などはあまり考慮されていない。寿命は15～18歳。
2000年代半ばより日本ではデコが張って、マズルが詰まり、斜視の個体が可愛いと人気が出て広まって行くにつれ、本来少なかった水頭症を発症するチワワが多くなった。
日本ではチワワの繁殖について動物福祉規制はないが、諸外国では鼻の短い犬には多くの深刻な健康問題を引き起こすことから繁殖が禁止されており、オランダでは短すぎる鼻のチワワを繁殖すると処罰される。
チワワは、楽に登れるように思える階段や段差でも、チワワの足には大きな負荷がかかる恐れがあり、関節トラブルを抱えやすいので注意してあげる必要があります。

## チワワをモチーフとした作品

### 映画
- キューティーブロンド（2001年） 主人公の愛犬ブルーザー・ウッズ(ギジェットの後輩犬、ムーニー演)
- キューティ・ブロンド/ハッピーMAX（2003年）
- ビバリーヒルズ・チワワ（2008年）
- ビバリーヒルズ・チワワ2（2011年）
- ビバリーヒルズ・チワワ3（英語版）（2012年）
- チワワは見ていた ポルノ女優と未亡人の秘密（2011年）

### アニメ・漫画
- ちわわわーるど（映像作家西岡純也 の3Dアニメ - 2001年）
- チワワちゃん （岡崎京子 - 1996年）
- かいとう・ちわわんだー（『わくわくキッズブック』収録漫画、真倉翔・加藤春日 - 2008年）

### 音楽
- Chihuahua（チワワ de こんチワワ） 歌：DJ BOBO

### キャラクター
- チワワとその仲間達（サンリオのキャラクター）
- ちわわんこ（San-Xのキャラクター）
- ガルマ犬ザビ（犬ガンダムのキャラクター）
- キャンキャンチワワン（チャレンジのキャラクター）
- チワワマン（キン肉マンII世のキャラクター）
- CHICO　(アメリカ野球団エル・パソ・チワワズのマスコット)

### CM
- アイフル（タレント犬くぅ〜ちゃん主演）
- 宝石みのわ

## 注・出典
1. ↑  “アメリカで起きた野生化したチワワの凶暴事件とは - Petan[ペタン]”. petan.jp (2023年10月26日). 2024年12月17日閲覧。
2. ↑  “チワワ”. ドッグ・ガイド.   Animal Planet Japan Co.,Ltd.. 2009年4月10日時点のオリジナルよりアーカイブ。2010年12月15日閲覧。
3. ↑  Richard BoothNeil; Neil Murphy (2019年7月22日). “Seagull snatches chihuahua Gizmo from garden - leaving dog's owner distraught” (英語). デイリー・ミラー 2021年9月24日閲覧。
4. ↑  “Succes: eerste chihuahuafokker bestraft voor fokken met te korte snuit”. 20231107閲覧。
5. ↑  “チワワにおすすめ人気ドッグフード(餌)ランキング13選【専門家が厳選】”. INUNAVI（いぬなび）. 2024年10月2日閲覧。